# Андрагор
Андрагор (дав.-гр. Ανδραγόρας) — останній селевкідський сатрап Парфієни та Гірканії з приблизно 270 року до н. е., можливо, незалежний правитель Парфії з приблизно 256/247 до приблизно 235 років до н. е. Згідно з твердженням Юстина, загинув під час вторгнення у Парфію Аршакідів.

## Відомості про Андрагора

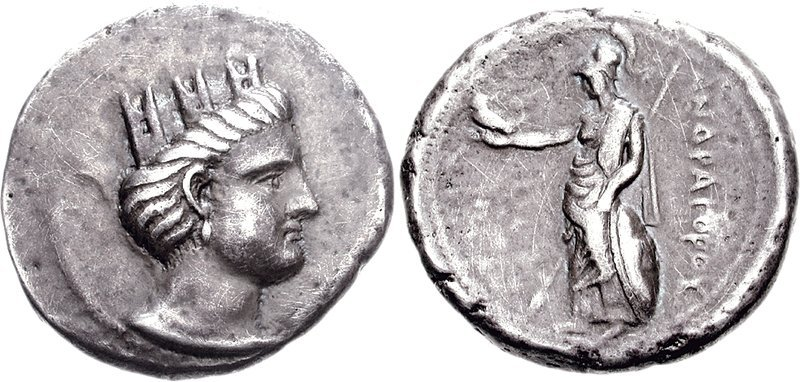
Срібна тетрадрахма Андрагора. На аверсі зображена богиня Тіхе праворуч, увінчана короною з фортечних веж; на реверсі — стоїть в обладунках Афіна з совою на витягнутій руці, праворуч легенда: «ΑΝΔΡΑΓΟΡΟΥ»

Фігура Андрагора стала предметом тривалої наукової дискусії після виявлення монет з його ім'ям у складі Амудар'їнського скарбу («Скарб Окса»), знайденого у 1878—1879 роках біля річки Амудар'ї в городищі Тахтім Кобад (територія сучасного Шахрітуського району Республіки Таджикистан). На аверсі цих статерів зображений профіль бородатого чоловіка праворуч зі стрічкою на волоссі, зав'язаною на потилиці на манер діадем на монетах елліністичних правителів, на реверсі — чоловіча фігура в обладунках на квадризі в галопі, під якою розміщена легенда дав.-гр. ΑΝΔΡΑΓΟΡΟΥ. Разом зі статерами були виявлені срібні тетрадрахми Андрагора з тією ж легендою на реверсі, але з іншими зображеннями.
Отримані нумізматичні дані дослідники спробували співвіднести з відомостями Юстина про двох сатрапів Парфії, які носили ім'я Андрагор. В одному місці своєї історичної праці Юстин вказує, що «підкоривши парфян, Александр поставив над ними сатрапом (praefectus) Андрагора з перської знаті; від нього походять пізніші парфянські царі» (ХІІ. 4, 12). В іншому місці Він оповідає про те, що парфяни вперше відклалися від держави Селевкідів під час Першої Пунічної війни (264—241 до н. е.) під час консульства Луція Манлія Вульсона і Марка Атілія Регула (XLI. 4, 3), що відповідає 256 року до н. е. Далі Юстин вказує, що «тоді ж відкинувся від [македонян] і Діодот, правитель тисячі бактрійських міст, і наказав іменувати себе басилевсом; дотримуючись цього прикладу, від македонян відкинулися народи всього Сходу» (XLI. 4, 5). Після цього у Юстина йде розповідь про те, як Аршак (Арсак), «людина невідомого походження, але випробуваної доблесті» (XLI. 4, 6), дізнавшись, що басилевс Селевк II був розбитий в Малій Азії, вдерся до Парфії, переміг та вбив її правителя Андрагора і захопив владу над парфянами (XLI. 4, 7). Події, що стосуються першого згадування Юстином Андрагора, відносяться до 20-х років IV століття до н. е., що стосуються вбивства Андрагора — до 40 чи навіть 30-х років III століття до н. е. .
Додатковим джерелом відомостей про Андрагора став напис з району Ґорґан (Гірканія), укладений від імені якогось Евандра, високопоставленого селевкідського сановника. Евандр звертається до своїх підлеглих Андрагора та Аполлодота з приводу звільнення якогось раба Гермея. Виходячи з того, що Андрагор в написи згаданий раніше Аполлодота, ймовірно, він обіймав високу посаду в адміністрації цього району, що входив до складу Гірканії, і цілком міг бути сатрапом Гірканії (яка в державі Селевкідів становила разом з Парфією єдину сатрапію). Напис не містить точної дати, проте закінчується формулою «заради басилевса Антіоха і його дружини Стратоникі та їх дітей», що дає підставу датувати її періодом 281—261 років до н. е. Виходячи з цього, робиться висновок, що Андрагор в зазначений період, ймовірно, вже був сатрапом Парфієни та Гірканії. Згадка в написі дітей басилевса (а не одного старшого сина) дозволило зробити висновок, що на момент його створення співправителями Антіоха I були вже обидва його сина — Селевк та Антіох), що мало місце приблизно між квітнем і жовтнем 266 року до н. е. Таким чином, послання Евандра можливо датувати 266 роком до н. е., що є найбільш ранньою згадкою про Андрагора.

## Полеміка навколо Андрагора
Після виявлення монет Андрагора в науковому середовищі розгорілася полеміка (не закінчена дотепер), що стосується часу їх карбування та співвідношення отриманих нумізматичних даних з відомостями Юстина. Думки вчених розділилися на дві основні групи. Англійський археолог і нумізмат Персі Гарднер першим висловив думку, що монети Андрагора належать колишньому селевкідському сатрапу Парфії (сучаснику Селевка I або його наступників Антіоха I та Антіоха II), який домігся незалежності і в ознаку цього почав карбувати власні золоті статери і срібні тетрадрахми. Думку Гарднера підтримав німецький історик античності Ульріх Вільке. Інші дослідники (А. Каннінгем, Е. Рэпсон, В. Рос) схилялися до того, що ці монети були викарбувані Андрагором, якого, за твердженням Юстина, сатрапом Парфії призначив сам Александр Македонський. Знайшлися і такі, хто взагалі заперечував приналежність монет Андрагора згаданим Юстином сатрапам Парфії, вважаючи, що їх виготовив якийсь інший Андрагор і не обов'язково в Парфії (Дж. Хілл, В. Тарн, Нельсон Дібвойз).
З плином років теорія Персі Гарднера про сатрапа Парфії Андрагора, що відокремився від держави Селевкідів близько середини III століття до н. е. і карбував монети зі своїм ім'ям, набувала все більше прихильників серед дослідників еллінізму і до теперішнього часу зайняла практично панівне становище. Цьому багато в чому сприяло встановлення цілковитої недостовірності відомостей Юстина, що стосуються «Андрагора з перської знаті», від якого начебто «пішли пізніші парфянські царі». Цей уривок не узгоджується як із відповідними даними з праці Арріана, так і з відомостями самого Юстина про правителів Парфії після смерті Александра Великого, наведеними в іншому місці його праці. Ненадійність твердження Юстина про сатрапа Андрагора, призначеного Александром Македонським, ще до виявлення Амудар'янського скарбу відзначав і основоположник систематичного вивчення еллінізму Йоганн Густав Дройзен.

## Можлива біографія
Співвідношення напису Евандра з районом Ґорґан (Гірканія), в якому згадується Андрагор, з відносно новим клинописним джерелом, яке згадує в якості співправителів басилевса Антіоха I двох його синів замість одного, дозволило сучасному російському досліднику Парфії Арчілу Балахванцеву датувати напис з Ґорґану 266 роком до н. е. Таким чином, можливо зробити висновок, що саме раннє датоване згадування Андрагора відноситься до 266 року до н. е. У зазначеному написі Андрагор не згадується в якості сатрапа, а сама напис виявлена на території історичної Гірканії, а не Парфії.
На підставі сукупності наявних відомостей вітчизняні археологи-сходознавці Ігор Дьяконов та Євген 3еймаль у спільній праці 1988 року сформулювали думку, що згадуваний Юстином Андрагор став селевкідскім сатрапом Парфієни і Гірканії в період правління басилевса Антіоха I, тобто до 261 року до н. е. В період послаблення влади Селевкідів Андрагор відокремився від їх держави (одночасно або незабаром після відокремлення бактрійського сатрапа Діодота) і в 247 р. до н. е. (відразу після смерті Антіоха II) почав карбувати власні монети зі своїм ім'ям, що в елліністичну епоху могли дозволити собі лише повністю незалежні правителі. Згідно із легендою на збережених монетах Андрагора, він не встиг проголосити себе басилевсом. У 30-х роках ІІІ століття до н. е. в Парфію вдерлися Аршакіди, Андрагор був переможений і вбитий Аршаком I, як про це оповідає Юстин.
Ряд дослідників, наприклад Нельсон Дібвойз, не визнавали приналежність монет Андрагора останньому селевкидскому сатрапу Парфії, вважаючи, що згаданий Юстином Андрагор власних монет не карбував і до самого кінця залишався вірним Селевкідам, поки не був повалений і вбитий під час парфянського повстання, очоленого братами Аршакідами. До схожих висновків дійшов Арчіл Балахванцев, який ототожнив Андрагора з молодшим сином Андрокла, басилевса кіпрського міста Аматунти, який разом з іншими кіпрськими правителями перейшов у 332 році до н. е. на бік Александра Македонського. Згідно з цією теорією, Андрагор, подібно багатьом кіпріотам, що надійшли на службу до Александра Великого і його спадкоємців, опинився в Бактрії, яка перебувала з 321 року до н. е. під управлінням македонського сатрапа Стасанора, також вихідця з одного з кіпрських міст-держав. Після смерті Стасанора не раніше 316 року до н. е. Андрагор міг виступити одним із претендентів за владу над Бактрією (одночасно з якимсь Софітом), в ознаменування чого міг карбувати монети зі своїм ім'ям.